# Алимджанов, Бахтияр Мамажонович
Бахтияр Мамажонович Алимджанов (узб. Baxtiyor Mamajonovich Olimjonov; род. в 1949) — узбекский хозяйственный и государственный деятель, хоким Сурхандарьинской области (24 марта 2000 — 21 февраля 2002).

## Биография
Начал трудовую деятельность в сельском хозяйстве Андижанской области. До 1998 года был председателем Государственно-кооперативного концерна «Узкишлокхужаликтаъминоттузатиш». С 1998 года вице-премьер, министр сельского и водного хозяйства Узбекистана. 23 марта 2000 президент Узбекистана Ислам Каримов подписал указ о назначении Алимджанова хокимом Сурхандарьинской области, а 24 марта сессия областного кенгаша утвердила его в должности. С октября 2000 избран депутатом Олий Мажилиса по Джаркурганскому избирательному округу № 141. В 2002 стал заместителем председателя Комитета Олий Мажлиса по аграрным, водохозяйственным вопросам и продовольствию.